# Pieczarka krwawiąca
Pieczarka krwawiąca (Agaricus langei (F.H. Møller) F.H. Møller) – gatunek grzybów z rodziny pieczarkowatych (Agaricaceae).

## Systematyka i nazewnictwo
Pozycja w klasyfikacji według Index Fungorum: Agaricus, Agaricaceae, Agaricales, Agaricomycetidae, Agaricomycetes, Agaricomycotina, Basidiomycota, Fungi.
Po raz pierwszy takson ten zdiagnozował w 1950 r. Friedrich Alfred Møller, nadając mu nazwę Psaliota langei. Ten sam autor w 1952 r. przeniósł go do rodzaju Agaricus, nadając mu obecną, uznaną przez Index Fungorum nazwę.
Synonimy naukowe:
- Agaricus langei (F.H. Møller) F.H. Møller var. langei
- Agaricus langei var. mediofuscus (F.H. Møller) Wasser 1978
- Agaricus langei var. sylvaticoides Bon 1981
- Agaricus mediofuscus (F.H. Møller) Pilát 1951
- Psalliota langei F.H. Møller 1950
- Psalliota mediofusca F.H. Møller 1950

Łacińska nazwa gatunkowa langei nadana została ku czci duńskiego mikologa Jakoba Emanuela Langego. Polską nazwę zaproponował Władysław Wojewoda w 2003 r., wcześniej w polskim piśmiennictwie mykologicznym gatunek ten miał nazwę pieczarka krwawa.

## Morfologia
Kapelusz
Może osiągnąć średnicę 15 cm, za młodu półkulisty, o całej powierzchni gęsto pokrytej rdzawobrunatnymi, szeroko włóknistymi łuskami.
Blaszki
Początkowo różowe, z czasem barwią się na czekoladowobrązowo lub brązowawoczarno. Wolne, nie przyrastają do trzonu.
Trzon
Niekiedy dochodzi do wysokości 12 cm, może być mocny. Dolna strona płatowatego pierścienia otaczającego jego górną połowę jest pokryta drobnymi łuskami.
Miąższ
Biały, po nacięciu trzonu barwi się natychmiast na kolor krwistoczerwony. Zapach jak u wszystkich typowych pieczarek, można określić jako przyjemnie kwaskowaty.
Wysyp zarodników
Purpurowobrunaty. Zarodniki gładkie, bez pory rostkowej, o wymiarach 6,5–9,5 × 3,5–5 μm.
Gatunki podobne
Pieczarkę krwawiącą można pomylić z jadalną pieczarką krótkotrzonową (Agaricus lanipes), która występuje na glebach piaszczystych, lub z pieczarką lśniącą (Agaricus silvaticus).

## Występowanie i siedlisko
W Polsce rozprzestrzenienie i częstość występowania pieczarki krwawiącej nie są znane. W piśmiennictwie naukowym do 2003 r. podano 10 jej stanowisk.
Grzyb naziemny, saprotrof. Rośnie od sierpnia do października, przede wszystkim w lasach iglastych, na glebach wapiennych. W lasach liściastych występuje rzadko.

## Znaczenie
Pieczarka ta należy do dobrych grzybów jadalnych.